# Улітовський Роман Петрович
Рома́н Петро́вич Уліто́вський — штаб-сержант Збройних Сил України, учасник російсько-української війни, що загинув у ході російського вторгнення в Україну в 2022 році.

## Життєпис
Роман Улітовський народився 1975 року на Яворівщині Львівської області. У 2014—2015 роках проходив військову службу в лавах ЗСУ: брав участь в АТО на території Донецької та Луганської областей. З початком повномасштабного російського вторгнення в Україну 24 лютого 2022 року сам добровільно пішов до військкомату для мобілізації до лав Збройних сил України. Військову службу ніс у складі 24-ї окремої механізованої бригади імені Короля Данила. Загинув через поранення, якого зазнав 15 березня 2022 року. Воно виявилося несумісним із життям. Чин прощання відбувся 23 березня 2022 року в місті Яворові на Львівщині. Поховали на міському кладовищі.

## Нагороди
- Орден «За мужність» III ступеня (2022, посмертно) — за особисту мужність і самовіддані дії, виявлені у захисті державного суверенітету та територіальної цілісності України, вірність військовій присязі[4].